# Gynoplistia krangalang
Gynoplistia krangalang là một loài ruồi trong họ Limoniidae. Chúng phân bố ở miền Australasia.